# 氮化锗
氮化锗是一种无机化合物，化学式Ge3N4。它可以由新制的金属锗粉末与氨气在700°C以下反应制得：
3Ge + 4NH3 → Ge3N4 + 6H2